# Witoorhoningeter
De witoorhoningeter (Nesoptilotis leucotis; synoniem: Lichenostomus leucotis) is een zangvogel uit de familie Meliphagidae (honingeters).

## Verspreiding en leefgebied
Deze soort is endemisch in Australië en telt vijf ondersoorten:
- N. l. leucotis: kustgebied van zuidoostelijk Australië.
- N. l. depauperata: binnenland van zuidoostelijk Australië
- N. l. thomasi: Kangaroo Island (nabij zuidelijk Australië).
- N. l. novaenorciae: zuidwestelijk Australië.
- N. l. schoddei: zuidelijk-centraal Australië.

## Status
De grootte van de populatie is niet gekwantificeerd maar de soort wordt omschreven als vrij algemeen. Op de Rode lijst van de IUCN heeft deze soort de status niet bedreigd.